# Zsuzsa Rakovszky
Zsuzsa Rakovszky (n. 4 decembrie 1950, Sopron, Győr-Moson-Sopron, Ungaria) este o scriitoare maghiară.